# Nasu Shinya
Shinya Nasu (sinh ngày 29 tháng 12 năm 1978) là một cầu thủ bóng đá người Nhật Bản.

## Sự nghiệp câu lạc bộ
Shinya Nasu đã từng chơi cho Sagawa Express Osaka, Ventforet Kofu và FC Gifu.